# Eschenfelden
Eschenfelden ist ein Gemeindeteil von Hirschbach und eine Gemarkung im Oberpfälzer Landkreis Amberg-Sulzbach. Bayern.

## Geografie
Das Pfarrdorf liegt in einem nördlichen Ausläufer der Frankenalb, etwa 6,5 km nordöstlich von Hirschbach. Es wird von den Kreisstraßen AS 6 und AS 40 durchquert. Zwei namenlose Bäche vereinigen sich in dem Ort zum Wildbach, in seinem Unterlauf Hirschbach genannt, einem Zufluss der Pegnitz.
Die Gemarkung liegt auf dem Gebiet der Gemeinde Hirschbach, auf ihr liegt deren Gemeindeteil Eschenfelden.

## Geschichte
Der mehrmals abgewandelte Ortsname kommt von „Eschen an einem Bach oder auf einem Felsen“. Eschenfelden existierte wahrscheinlich schon im 8./9. Jahrhundert. Aufgrund des -feld-Namens dürfte es sich aber um eine Siedlungsgründung der späten Merowinger- oder Karolingerzeit handeln. Die erste schriftliche Nennung stammt aus dem Jahr 1129, als ein „Heberhardus de Eschenuelden“ in einer Urkunde des Klosters Kastl als Zeuge auftrat (HONB Oberpfalz 2, Nr. 60).
Pfarrer Karl Christoph Bauerreiß (1877–1888) gründete im Jahr 1886 die Freiwillige Feuerwehr. Im Ersten Weltkrieg fielen 43 Soldaten oder wurden vermisst, der Zweite Weltkrieg forderte insgesamt 72 Opfer.
Die Gemeinde Eschenfelden wurde im Zuge der Gebietsreform in Bayern am 1. Januar 1972 aufgelöst und nach Hirschbach eingemeindet. Sie hatte eine Fläche von 860 Hektar und die Gemeindeteile Eschenfelden, Pruppach und Riglashof. Ihre höchste Einwohnerzahl hatte sie 1946 mit 667.
In den 1960er Jahren wurde ein neues Schulgebäude errichtet, 1976 ein Kindergarten.

## Einrichtungen
In Eschenfelden befindet sich die Simultankirche Corpus Christi, deren Turm aus dem 14. Jahrhundert stammt. Um die gleiche Zeit oder etwas später wurde eine dreischiffige, gotische Basilika errichtet. Diese wurde 1861 wegen Baufälligkeit abgerissen und 1863 durch das jetzige Kirchenschiff ersetzt.
Es gibt fünf Baudenkmäler, siehe Liste der Baudenkmäler in Eschenfelden.
Das Speedtreibhaus war ein Automuseum.